# ピエール・クンツ
ピエール･クンツ（英: Pierre Kunz）は、スイスの時計製作者。
1959年、ベルンに生まれる。ヴァレ・ド・ジューの時計学校でウォッチメイキングを学んだ後、パテック・フィリップへの永久カレンダー提供やアンティーク時計の修理などで経験を積む。その後時計師フランク・ミュラーにその才能を見出されて1997年からウォッチランドで時計技術者として働く。レトログラードの開発で才能を開花させ、フランク・ミュラーウォッチランド社のお墨付きの元で「PIERRE KUNZ」をブランドとして2002年に立ち上げる。それゆえ「レトログラードの魔術師」と呼ばれている。
PIERRE KUNZは現在、フランク・ミュラーウォッチランド社のセカンドブランドで、代表作にパピヨン、キュピドンなどがある。